# Шевченко Тарас Григорович (солдат)
Тара́с Григо́рович Шевче́нко (13 серпня 1969, м. Кривий Ріг, Дніпропетровська область, Українська РСР — 30 травня 2017, м. Залізне, підпорядковане Торецькій міській раді, Донецька область, Україна) — український десантник, сапер, старший солдат Збройних сил України, учасник російсько-української війни. Позивний «Кобзар».

## Життєпис
Народився 1969 року в місті Кривий Ріг. 1987 року закінчив Криворізьке професійно-технічне училище № 29. Строкову службу проходив у Севастополі в спецпідрозділі прикордонних військ СРСР. У 1990-х роках працював в органах внутрішніх справ України. По тому працював електрогазозварником, слюсарем на підприємствах Кривого Рогу: «Криворіжсталь», «Суха Балка», Південний гірничо-збагачувальний комбінат; останнім часом — електрогазозварником у «Вагонному депо „Мудрьона“» Придніпровської залізниці. Мешкав у Саксаганському районі Кривого Рогу.
Під час російської збройної агресії проти України 14 липня 2015 року був призваний на військову службу за частковою мобілізацією як доброволець. У жовтні 2016 року демобілізувався, та згодом продовжив службу за контрактом. Виконував завдання на території проведення антитерористичної операції.
Старший солдат, старший сапер взводу парашутно-десантного батальйону 25-ї окремої повітряно-десантної бригади, в/ч А1126, смт Гвардійське, Дніпропетровська область.
30 травня 2017 року загинув від мінно-вибухової травми, множинних проникаючих осколкових поранень, внаслідок підриву на вибуховому пристрої під час виконання бойового завдання в районі м. Залізне на Горлівському напрямку. В результаті вибуху ще один військовослужбовець дістав поранення.
Похований 2 червня на Алеї Слави Центрального кладовища Кривого Рогу.
Залишились донька та онука.

## Нагороди та вшанування
- Указом Президента України № 318/2017 від 11 жовтня 2017 року, за особисту мужність і самовіддані дії, виявлені у захисті державного суверенітету та територіальної цілісності України, зразкове виконання військового обов'язку, нагороджений орденом «За мужність» III ступеня (посмертно)[6].
- Рішенням виконкому Криворізької міської ради № 255 від 31 травня 2017 року, за особисту мужність і героїзм, самовідданість та вірність військовій присязі й народу України, проявлені при виконанні військового обов'язку — захисті територіальної цілісності та недоторканості України, нагороджений нагрудним знаком «За заслуги перед містом» III ступеню (посмертно)[1][7].